# ジャーヴィス・コッカー

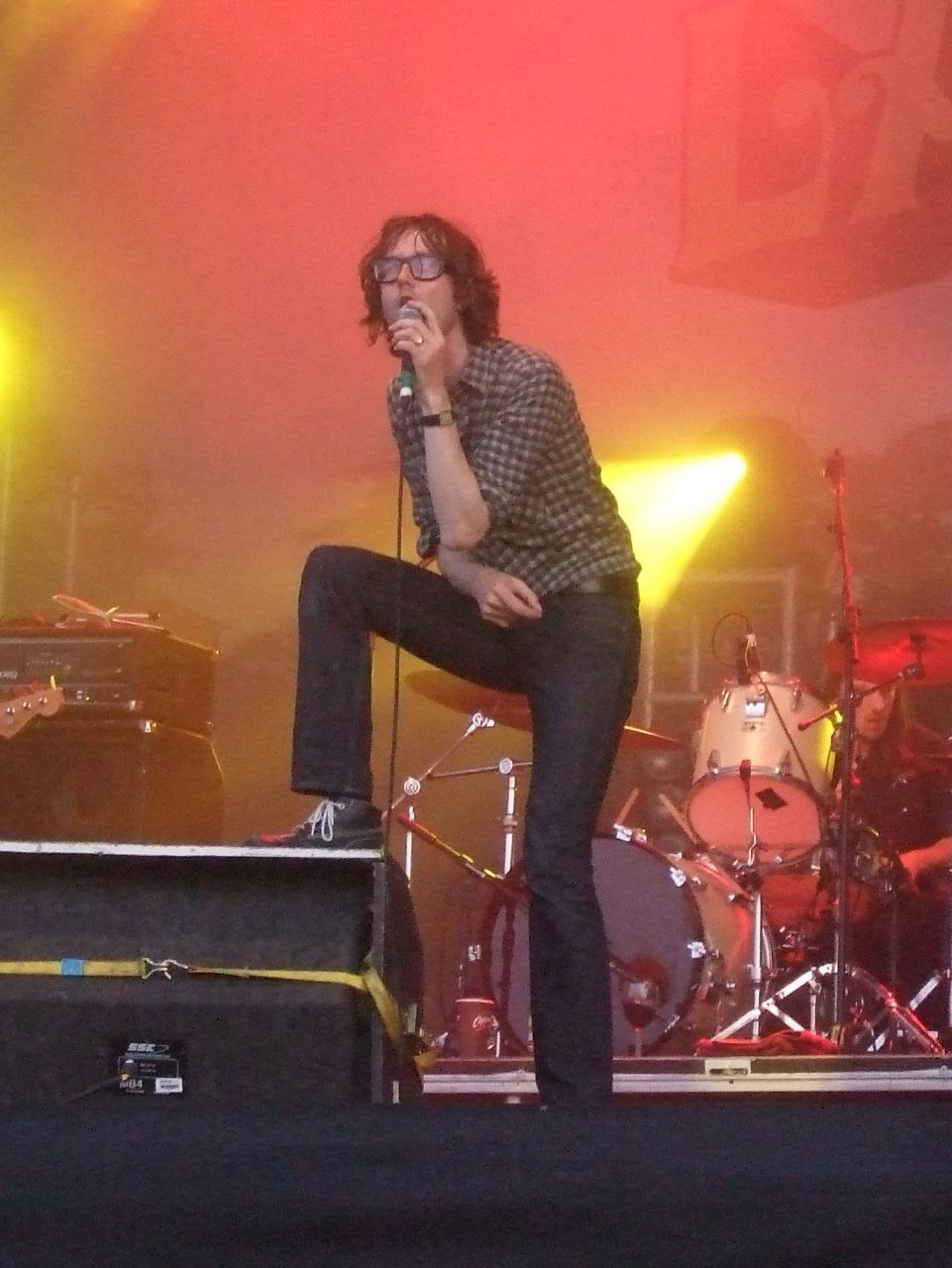
ジャーヴィス・コッカー

ジャーヴィス・ブランソン・コッカー（Jarvis Branson Cocker 1963年9月19日 - ）は、イギリス・シェフィールド出身のミュージシャンである。1990年代にイギリスを中心に人気を博したバンド、パルプでの活動が有名。

## 来歴
1978年、15歳の時に友人と共に「Arabicus Pulp」を結成。後にバンドは「Pulp」と改名、1983年にインディーズ・レーベルから1stアルバム『It』をリリース。しかし全く注目されず地道な下積み時代を10年も送り、1993年になってようやくメジャー・レーベルとの契約にこぎ着け、1994年、メジャー移籍後初のアルバムとなった『His 'n' Hers』の発表に至る。
徐々に名前が注目され始め1995年、その当時イギリス全体に盛り上がっていたブリットポップ・ブームの波に乗ってバンドは通算5枚目のアルバム『Different Class』を発表。そこからジャーヴィスが大学生の時に出会ったギリシャ人女性のことを書いた『Common People』が一躍大ヒット。人気バンドの仲間入りを果たす。しかしバンドは2000年代に入ってからはその人気を持続することが出来ず、2年後活動休止となる（実際はほぼ解散状態）。
2002年にフランス人女性と結婚し、パリに移住。一児の父親となった。
2003年には、パルプと同じくシェフィールド出身のバンドAll Seeing Iのジェイソン・バックルとともに、覆面エレクトロポップ・デュオRelaxed Muscleを結成。Darren Spoonerというメンバー名で参加。アルバム「A Heavy Nite With...」を発表した。
2005年には、映画「ハリー・ポッターと炎のゴブレット」に舞踏会で演奏するバンドThe Weird Sistersのシンガー役で出演する。バンドメンバーには、パルプのスティーヴ・マッケイや、Relaxed Muscleのジェイソン・バックル、そしてレディオヘッドからギタリストのジョニー・グリーンウッドとドラマーのフィル・セルウェイが参加している。映画のサントラにも3曲を提供。
2006年には、43歳にして初のソロ・アルバム『Jarvis』を発表。ベーシストとしてパルプのスティーヴ・マッケイも参加して、一曲を共作した。アルバムは全英37位ながら、シルバー・ディスクを獲得している。この年には、シャルロット・ゲンズブールのアルバム『5:55』の楽曲の作詞も担当した。
2009年には、スティーブ・アルビニのプロデュースでセカンドソロアルバム『Further Complications』を発表し、全英トップ20入りするという前作以上の成功を収めている。スティーヴ・マッケイが引き続きベーシストとして参加した。同年、ウェス・アンダーソン監督のアニメ映画『ファンタスティック Mr.FOX』に声優として出演し、「Fantastic Mr. Fox AKA Petey's Song」というオリジナル曲を歌う。
2010年からはラジオDJとしての活動も本格的に始め、BBCラジオ6ミュージックで『ジャーヴィス・コッカーズ・サンデーサーヴィス（Jarvis Cocker's Sunday Service）』を担当している。
2011年からは再始動したパルプのボーカルとしてレディング・フェスティバルでヘッドライナーを務めるなどライブを中心に活動。2013年にパルプ名義でシングル「After You」を発表して、再び活動休止。
2017年、ピアニスト、チリー・ゴンザレスとの共同制作のアルバム「Room 29」を発表。また同年12月で『ジャーヴィス・コッカーズ・サンデーサーヴィス（Jarvis Cocker's Sunday Service）』の放送が終了。
2019年、新バンド「JARV IS ...」のデビューシングル「MustI Evolve？」をリリース。2020年、2ndシングル「House Music AllNightLong」とデビューアルバム「Beyond the Pale」とをリリース。アルバムはパルプ以来の出来と批評家に称賛される。
2021年、ウェス・アンダーソン監督の映画『フレンチ・ディスパッチ ザ・リバティ、カンザス・イヴニング・サン別冊』のテーマ曲「Aline」を歌い、同曲を収録したシャンソンのカバー・アルバムをリリース。
2022年、Netflixオリジナルアニメ『家をめぐる3つの物語』で声優を演じ、エンディングテーマソング「This House」を作曲して歌う。
2023年、パルプを再々始動で全英ツアー。

## ブリット・アウォーズでの騒動

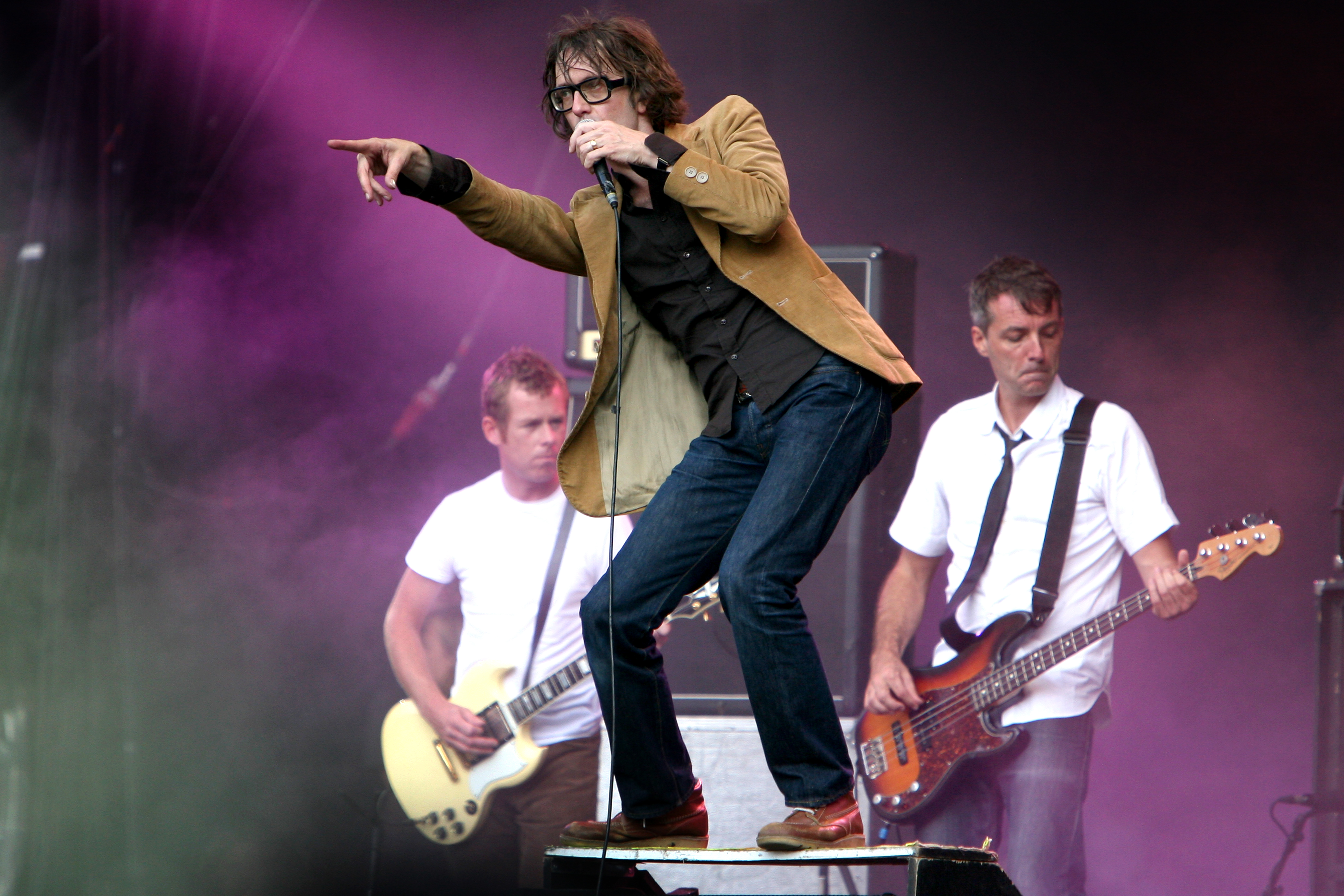
2007年

1996年、ブリット・アウォーズでマイケル・ジャクソンのパフォーマンス中に乱入し、彼に向かって尻を突き出したあげく、叩いたことでボディガードに捕まり、警察から取り調べを受けた。
このハプニングによって、ジャーヴィスは激怒したマイケルのファンから苦情・抗議を受けたが、後に「あれは、周囲に対してまるで神様みたいに振る舞ってたマイケルに対する抗議だったんだ」とコメントしている。
当然彼の行為に対してはブラーのデーモン・アルバーンからの「非紳士的だ」などの批判があったものの、彼の行為を称えるメディアやアーティストは意外にも多く、オアシスのノエル・ギャラガーは「彼はスターだ。MBEの称号を与えるべきさ」と賞賛している。

## ディスコグラフィー
※「ゴールド等認定」については、BPI (British Phonographic Industry) の記録からである。

### スタジオ・アルバム
| 年   | タイトル | UKチャート | USチャート | ゴールド等認定   | 補足                                                           |
| ---- | --- | ---------- | ---------- | ---------------- | -------------------------------------------------------------- |
| 2006 | ジャーヴィス Jarvis - 発売日：2006年11月13日 - レーベル：ラフ・トレード・レコード                                   | 37         | -          | シルバー (6万枚) |                                                                |
| 2009 | ファーザー・コンプリケーションズ Further Complications - 発売日：2009年5月18日 - レーベル：ラフ・トレード・レコード | 19         | 155        |                  |                                                                |
| 2017 | ルーム29 Room 29 - 発売日：2017年3月17日 - レーベル：ドイツ・グラモフォン                                           | 88         | -          |                  | チリー・ゴンザレスとの共作。                                   |
| 2020 | ビヨンド・ザ・ペイル BEYOND THE PALE - 発売日：2020年7月17日 - レーベル：ラフ・トレード・レコード                   | 11         | -          |                  | 「JARV IS...」名義                                             |
| 2021 | シャンソン・ダンニュイ・ティップトップ Chansons d'Ennui Tip-Top - 発売日：2021年10月22日 - レーベル：ABKCO          | -          | -          |                  | 映画『フレンチ・ディスパッチ』関連のシャンソン・カバーアルバム |

### シングル
| 年   | タイトル                                  | 英           | 収録アルバム          | 補足 |
| ---- | ----------------------------------------- | ------------ | --------------------- | --- |
| 2006 | Running the World                         | 48（2019年） | -                     | - ダウンロードのみ - 映画「Children Of Men」のサウンドトラックに提供 - アルバムJarvisのcomplete edition（2020年）にも収録   |
| 2007 | Don't Let Him Waste Your Time             | 36           | Jarvis                | - インディーでは1位を獲得 - 元はナンシー・シナトラに提供した楽曲である (アルバムJarvis収録のBaby's Coming Back to Meも同様) |
| 2007 | Fat Children                              | 158          | Jarvis                | |
| 2008 | Temptation (Live)                         | 148          | -                     | 「ベス・ディットー & ジャーヴィス・コッカー」名義でリリース                                                                 |
| 2009 | Angela                                    | -            | Further Complications | |
| 2009 | Further Complications / Girls Like It Too | -            | Further Complications | Girls Like It Tooはアルバム未収録                                                                                           |